# 天主教哈卡教區 (緬甸)
天主教哈卡教區 （拉丁語：Dioecesis Hakhanensis）是羅馬天主教的一個教區，位於緬甸西北部，包括馬圭省和欽邦各一部份，面積22,235平方公里。受曼德勒總教區管轄。
1992年11月21日升格為教區。現任主教為尼古拉·芒東。有31個堂區、27,516教友、44名司鐸。